# Dirichlet-to-Neumann-Operator
Der Dirichlet-to-Neumann-Operator (auch Poincaré-Steklow-Operator genannt) ist in der Theorie der elliptischen partiellen Differentialgleichungen ein elliptischer, selbstadjungierter Pseudodifferentialoperator der Ordnung {\displaystyle 1}, der die Dirichlet-Randbedingungen auf die Neumann-Randbedingungen abbildet. Im einfachen Fall bildet der Operator eine auf dem Rand einer kompakten, glatten Mannigfaltigkeit glatte Funktion auf die äußere Normalenableitung der harmonischen Erweiterung ab.
Der Operator taucht in diversen inversen Problemen auf. Die Eigenwerte des Operators nennt man Steklow-Eigenwerte (nach Wladimir Andrejewitsch Steklow).

## Definition
Sei {\displaystyle \Omega } eine glatte, kompakte Mannigfaltigkeit der Dimension {\displaystyle n} mit Rand {\displaystyle \partial \Omega }. Für eine Funktion {\displaystyle f\in C^{\infty }(\partial \Omega )} ist {\displaystyle {\widetilde {f}}\in C^{\infty }({\overline {\Omega }})} die harmonische Erweiterung, das heißt, es gilt {\displaystyle \Delta {\widetilde {f}}=0} und {\displaystyle {\widetilde {f}}\mid _{\partial \Omega }=f}.
Der Dirichlet-to-Neumann-Operator ist der Operator
{\displaystyle {\mathcal {D}}:C^{\infty }(\partial \Omega )\to C^{\infty }(\partial \Omega )},
definiert durch
{\displaystyle {\mathcal {D}}f=\partial _{v}({\widetilde {f}})},
wobei
{\displaystyle \partial _{v}({\widetilde {f}})=\langle \nabla ({\widetilde {f}})\mid _{\partial \Omega },v\rangle }
die äußere Normalenableitung ist.

### Allgemeine Form
Ersetzt man die Bedingung {\displaystyle \Delta {\widetilde {f}}=0} durch {\displaystyle \Delta {\widetilde {f}}=\lambda {\widetilde {f}}}, dann erhält man eine allgemeinere Form des Dirichlet-to-Neumann-Operators, welche mit {\displaystyle {\mathcal {D}}_{\lambda }} notiert wird.